# Михалевский, Дмитрий Васильевич
Дми́трий Васи́льевич Михале́вский (род. 11 марта 1951, Ленинград) — российский писатель, философ, инженер-радиофизик, художник по свету.

## Биография
Родился в семье служащих. По окончании в 1974 г. Ленинградского Политехнического института по специальности «радиофизика и электроника» поступил на работу в Государственный оптический институт им. С.И. Вавилова (ГОИ), в отдел, возглавляемый членом корреспондентом АН СССР Ю. Н. Денисюком. Руководил группой по созданию сверхмощных лазеров непрерывного действия для целей художественной голографии. В ходе этой работы был создан самый мощный на тот момент в Европе аргоновый лазер непрерывного действия выходной мощностью до 250 вт.
Параллельно с работой в ГОИ Д. В. Михалевский попробовал себя в качестве художника по свету и сценографа, первым в стране начав использовать лазеры для создания зрелищных представлений. На протяжении 12-ти лет – с 1979–1991 гг. – Михалевский разрабатывал и создавал сценическое и лазерное свето-художественное оформление для концертных программ, театральных постановок, шоу на открытом воздухе, которые проводились на главных концертных площадках страны. В общей сложности за эти годы было осуществлено более 2000 концертных постановок. Эти работы получили признание за рубежом. В 1991 г. Михалевский был включён во франко-британскую энциклопедию художников, работающих с новыми технологиями «IDEA: International Directory of Electronic Arts – Guide International des Arts Electroniques» (Франция–Британия), а в 1994 г. – в японскую «Art & Techno-Science Directory: Artist Profiles» (Япония).
Опыт сценической деятельности стал основой для последующих теоретических исследований Михалевского в области философии пространства.
С начала 1980-х годов Михалевский активно писал по вопросам практики и теории светохудожественного оформления сцены и истории театра.  Эти работы публиковались в журналах, посвящённых технике сцены и театральным технологиям.
Оставив ГОИ, в 1989 г. Дмитрий Васильевич основал кооператив «Пересвет», которым руководил до 1991 г. Этот кооператив стал первой частной компанией в сфере высокотехнологичного сценического, светотехнического, лазерного оборудования и спецэффектов в СССР.
В 1991 г. Михалевский был приглашён в Комитет по культуре Санкт-Петербурга, где возглавил вновь созданный отдел инновационно-культурной деятельности. В этой должности участвовал в создании «Санкт-Петербургского Муниципального Культурного Центра» на базе дворца Белосельских-Белозерских и государственного предприятия «Агентство Развития Культуры Санкт-Петербурга». Организовал международную образовательную программу и мастер-классы по рыночной экономике в сфере культуры, вёл программу обмена студентами театральных факультетов США и Санкт-Петербурга.
В 1991 г. по персональному приглашению Министра культуры  Михалевский посетил Париж, где встречался с руководством ведущих компаний в сфере постановочного света и сценических технологий. По итогам этой поездки, на встрече с министром культуры, французской стороной было принято решение о начале финансирования франко-российского издательского проекта – журнала «Сцена».
В 1996 г. Д. В. Михалевский стал одним из основателей и Генеральным директором российско-бельгийской компании «Амитек». В последующие годы неоднократно совершал поездки в страны Европы и в США, посещая лазерные и хайтек-фирмы работающие в сфере шоу-бизнеса.

## Научная и общественная деятельность
Научные исследования Д. В. Михалевского относятся к восприятию пространства в связи с когнитивным развитием, культурными и социальными процессами.
Первым большим результатом исследований стала монография «Неизвестная Античность: Великий миф о Великой трагедии», вышедшая в издательстве «Алетейя» (Санкт-Петербург) в 2005 г.
В этой работе Михалевский, по сути, развивая подход О. Шпенглера, дополнил его пространственной моделью человека. На историческом материале Древнегреческой Античности показано, что развитие психики и мышления человека сопровождается изменением восприятия пространства, которое фиксируется в его творческой деятельности. Михалевский установил ряд закономерностей в развитии социальных структур и форм культуры. Он ввёл в научный оборот в философии понятие "Когнитивный структурализм" и является основоположником данного философского направления.

 Театральный инженер по профессии, Дмитрий Михалевский увидел греческую древность сквозь театр – и как театр. И задался множеством, казалось бы, чисто театральных вопросов... В итоге, следуя Раушенбаху, он приходит к выводу: именно «внутреннее пространство» обладает приоритетом перед пространством внешним, и человек «способен воспринимать внешний мир, существующий объективно, в той степени и в том качестве, в каком развит его внутренний мир».

Афины. Греция. XXIII Всемирный философский конгресс 2013.

Эта работа с большим интересом была встречена читателями. В 2008 г. книга вошла в лонг-лист конкурса «Книга года» по философской и гуманитарной тематике.

 Эта работа – строгий системный анализ научно установленных фактов. Но автор берет на себя смелость расширить контекст их рассмотрения, сопоставляя психологию, политику, религию, философию и искусство в самых разных проявлениях. Связующим элементом в этом междисциплинарном исследовании становится пространство. В этом смысле Михалевский выступает продолжателем дела Освальда Шпенглера, Павла Флоренского, Бориса Раушенбаха. 
Идеи, представленные в книге «Неизвестная Античность» получили развитие в диссертации «Формирование социального пространства и его структур. (Социально-философский анализ)», которую Михалевский защитил в 2012 г. на кафедре философии Российского Государственного социального университета (Москва). В 2014 г. был избран член-корреспондентом РАЕН. Является также членом Российского философского общества и Санкт-Петербургского философского общества.
Д. В. Михалевский стал автором и руководителем «Международного симпосиона современного искусства и гуманитарных наук «Архе – Начала».  В 2008 г. для реализации этого проекта учредил Благотворительный фонд «АРХЕ», Президентом которого является по настоящее время.
В работе «Манифест пространства» (2015) автор говорит о пространственном подходе к наиболее острым проблемам современности, о необходимости смены парадигмы в гуманитарной сфере. Летом 2017 года увидел свет сборник статей Михалевского «Пространство и бытие», в котором представлены работы разных лет, посвящённые широкому кругу проблем, связанных с темой пространства как философской и культурологической категорией. В сентябре 2017 года этот сборник статей получил Гран При Международного творческого фестиваля «Визит к музам» в Афинах, организатором которого выступает Международный литературный журнал «9 муз».
В рамках «Международного симпосиона современного искусства» группа из Санкт-Петербурга под руководством Михалевского посетила Афины в 2018 г., где участвовала в Интеллектуально-художественном квесте «Архе – Начала». 
В августе 2018 г. принял участие в работе XXIV Всемирного философского конгресса в Пекине, где представил свою теорию фрактальности бытия.

## Основные публикации

### Книги
- Михалевский Д. В. Неизвестная Античность: Великий миф о Великой трагедии. // СПб., «Алетейя», 2005. – 320 с., илл.
- Михалевский Д. В. Манифест пространства Litres, 2017.
- Михалевский Д. В. Пространство и Бытие. Сборник статей Litres, 2017.

### Основные статьи
- Михалевский Д. В. Генезис театрального пространства. // Сцена: Журнал по вопросам сценографии, сценической техники и технологии, архитектуры, образования и менеджмента в области зрелищных искусств. 1994, № 7, с. 43–46.
- Михалевский Д. В. Великая трагедия – величайший миф? – В 3-х ч. // «Сцена», 1999, № 13, с. 37; 2000, № 15, с. 44–45; 2000, № 16, с. 45–47. , ,
- Михалевский Д. В. «Пространственная парадигма» или комментарий к открытию ряда фундаментальных закономерностей в планетарных процессах на примере развития мировой культуры. // Вестник Эланда. СПб., 2000, № 2, с. 26–40.
- Михалевский Д. В. Эволюция сознания и развитие пространственных представлений. // Вестник Балтийской педагогической академии. СПб., «БПА», 2005, Вып. 60, с. 23–27.
- Михалевский Д. В. Пространственные представления как объективный критерий оценки историко-культурных процессов. Закон повышения размерности восприятия пространства. // «Клио». СПб., 2006, № 1 (32), с. 21–31.
- Михалевский Д. В. Пространственные представления как объективный критерий оценки нравственных приоритетов человека в процессе его эволюции. // В сб.: Материалы XIX Международной научной конференции «Динамика нравственных приоритетов человека в процессе его эволюции». СПб., 2006, с. 30–33.
- Михалевский Д. В. Пространственная парадигма – конституирующая основа социального пространства. //Ученые записки РГСУ. М., 2010. №2, с. 16–23.
- Михалевский Д. В. Мистерия театра. В 4-х ч. // «Сцена». 2010, № 6 (68), с. 57–61; 2011, №2 (70), с. 47–51; 2011, № 3 (71), с. 42–45; 2011, № 5 (73), с. 36–39. , , ,
- Михалевский Д. В. Несколько размышлений о пространстве. В 5-ти ч. // «Сцена»: 2012, № 1 (75), с. 23–25; 2012, № 2 (76), с. 38–40; 2012, № 4 (78), с. 42–44; 2012, № 5(79), с. 57–59; 2012, № 6(80), с. 63–65; 2013, № 1(81), с. 62–63. , , , ,
- Lasering. Laser Light as Art - Art as Laser Light. – Theatre Design & Technology. – N.-Y., 1994, № 30.2., р. 27–34.
- The Periodic Law of the Development of Culture. Ars Interpres. – Stockholm-New York-Moscow : 2006, № 6–7, р. 47–50.
- The Development of Social Space and its Structures. A New Spatial Paradigm Approach. (On the Material of Ancient Greek History). – Abstracts of the XXIII Congress of Philosophy. University of Athens. 2013, р. 467.
- Representation of the Development of Social Space, Social Structures and Forms of Culture through the Notion of Paradigm of Spatial Multidimensionality (PSM). Common Grounds Publishing, Illinois, USA. Vol. 9, Issue 2, March 2015, p. 1–11.